# كريل محدودب زائف
كريل محدودب زائف (الاسم العلمي: Euphausia pseudogibba) هو نوع من المفصليات يتبع جنس الكريل من الفصيلة الكريلية.